# Ain (Marne)
Pour les articles homonymes, voir Ain.
L'Ain est une petite rivière française dans le département de la Marne, en région Grand Est, et un affluent de la Suippe, donc un sous-affluent de la Seine, par l'Aisne et Oise.

## Géographie
De 8,9 km de longueur, l'Ain prend sa source à Souain qui tire son nom de la rivière, dans le département de la Marne, à 146 m d'altitude près du cimetière national de l'Opéra.
Elle coule vers l’ouest, comme ses deux voisines du nord et aussi affluentes de la Suippe, la Py et l'Arnes et traverse la ferme et l'étang des Wacques.
Elle se jette dans la Suippe en rive droite, à Saint-Hilaire-le-Grand, à 120 m d'altitude. 

## Communes et cantons traversés
Dans le seul département de la Marne, l'Ain traverse trois communes et un canton :
- dans le sens amont vers aval : Souain-Perthes-lès-Hurlus (source), Jonchery-sur-Suippe et Saint-Hilaire-le-Grand (confluence).

Soit en termes de cantons, l'Ain prend source et conflue dans le canton de Suippes, dans l'arrondissement de Châlons-en-Champagne.

## Affluents
L'Ain n'a pas d'affluent référencé.
Géoportail signale pourtant un petit ruisseau affluent en rive gauche sur la commune de Souain-Perthes-lès-Hurlus. 

## Histoire
Pendant la Première Guerre mondiale, l’Ain, Les Wacques, Souain et Saint-Hilaire-le-Grand ont été le théâtre de violents combats pendant les 1re et 2e batailles de Champagne.